# 法蘭基·耶魯
法蘭西斯科·伊奧（Francesco Ioele，1893年1月22日—1928年7月1日），也被稱為法蘭基·烏勒（Frankie Uale）或法蘭基·耶魯（Frankie Yale），是一名意大利出生的美國布魯克林黑幫，以及是艾爾·卡彭的第二任雇主。

## 早年
耶魯於1893年1月22日出生在意大利的隆戈布科，父母是Domenico和Isabella（娘家姓DeSimone）Ioele。他有一個哥哥John，還是兩個弟妹Assunta和Angelo。他和他的家人在大約1900年到達美國。青少年時，他結識了強尼·托里奧，托里奧把他帶進五點幫，並培養他過著犯罪的生活。1909年，托里奧前往芝加哥後不久，伊奧將自己的姓「美國化」為耶魯（Yale）。盡管身高中等，身材發胖，但耶魯卻是一個可怕的拳手和小偷。1910年，17歲的耶魯和一個叫Bobby Nelson的摔跤手朋友，在康尼島的桌球場與幾個人打架時，狠狠地打了這幾個人，其中包括敲碎桌球桿和扔桌球。1912年10月，他早期的一次被捕，是因涉嫌殺人罪。

## 布魯克林犯罪老大
和他的導師強尼·托里奧一樣，耶魯也是其中一位新式的黑幫，他相信要把生意放在自尊心前面，以生意為先。耶魯從一些基本的詐騙開始，通過出售「保護工作」和創造壟斷，控制著布魯克林的冰塊運送貿易。1917年，耶魯用這些詐騙的收入，在康尼島的海邊步行街開設了哈佛旅館酒吧（Harvard Inn bar）。正是在哈佛旅館酒吧裡，一個名叫艾爾·卡彭的年輕保鏢與Frank Galluccio的妹妹調情後，便與Galluccio發生糾紛，在臉上留下了著名的傷疤。在耶魯那邊工作兩年後，卡彭被耶魯送往西面的芝加哥，並加入了托里奧的組織。
耶魯的幫派從事黑手的敲詐活動，並經營著一連串的妓院。他們的幫派成為第一個新式的黑手黨「家族」，其中包括來自各個地區的意大利人，如果對生意有利，他們會與其他種族群體合作。耶魯為客戶提供的「服務」包括為當地商人提供「保護」、控制餐廳的食品服務，以及為布魯克林的居民送冰。耶魯臭名昭著的副業是他的雪茄行業，臭氣熏天的雪茄包裝上印有他的笑臉。耶魯還在第14大道6604號擁有和經營著自己的殯儀館（他和家人就住在街對面）。當被問及他的職業時，耶魯挖苦地評論說，他是一個「殯葬師」。在禁酒令開始時，耶魯成為布魯克林最大的私酒販之一。
除了卡彭，其他曾經在耶魯手下工作過的黑幫分子包括喬·阿多尼斯、安東尼·卡法諾和艾伯特·阿納斯塔塞。耶魯的頭號殺手是威利·「雙刀」·阿爾蒂埃，他得此綽號是因為他喜歡用這種方法處死受害者。

## 個人生活
哈佛旅館酒吧開業後不久，耶魯與Maria Delapia結婚，他們生下兩個女兒Rosa和Isabella。後來他們分居了，他在1927年娶了一位叫Lucita的年輕女人，他們有一個女兒Angelina。耶魯也是著名的時髦打扮者，偏愛昂貴的西裝和鑽石首飾。有一位報紙記者稱他為「布魯克林的鮑·博朗梅爾」。耶魯還以對鄰近不幸的人慷慨大方而著稱，這些人經常找他要求經濟援助。在當地一間熟食店老闆被搶劫後，耶魯補上了他損失的現金。當一個賣魚的小販失丟了手推車，耶魯便給了他200美元，並告誡他：「買一匹馬吧，你太老了，走不動」。耶魯被稱為「老友王子」（Prince of Pals）。
反之，耶魯是一個暴力的人，他毫不猶豫地給別人施加痛苦。當被他的弟弟Angelo激怒時，耶魯把他打得很慘，最後他要進醫院。當兩名敲詐販企圖敲詐附近一間餐廳的受歡迎的寄存衣帽員時，耶魯將兩人打得昏迷不醒。1920年5月，耶魯前往芝加哥，在芝加哥犯罪集團朋友托里奧和卡彭的吩咐下，親手殺死了長期的幫派老大詹姆斯·科洛錫莫。據稱，科洛錫莫被殺是因為他阻礙了他的幫派在芝加哥賺取巨額的非法私酒利潤。雖然被芝加哥警方懷疑，但耶魯從未被正式起訴。

## 敵人
長期以來，傳統的說法是，耶魯為了控制布魯克林碼頭，與愛爾蘭白手幫進行了一場拼命的幫派戰爭。最近的研究對這一說法提出了很大的質疑，並指出耶魯最可怕的敵人不是愛爾蘭的海岸詐騙販們，而是1920年代在布魯克林不斷爭奪權力的敵對意大利犯罪家族。
已知耶魯的第一次被襲事件發生在1921年2月6日，當時他和他的兩個手下參加一個宴會，從車上走出來後，在曼哈頓下城遭到伏擊。耶魯的其中一名保鏢被殺死，另一名保鏢受傷，而耶魯本人受到嚴重的肺部創傷。耶魯經過長時間的康復後，渡過了難關。
耶魯受傷5個月後，於1921年7月15日，他和他的兄弟Angelo以及4名男子在巴斯海灘的克羅普西大道（Cropsey Avenue）上開車時，另一輛滿載著敵對槍手的汽車速度追上他們並開火。Angelo和耶魯的其中一名手下受傷。這次襲擊據信是為了報復6月5日曼哈頓一個名叫Ernesto Melchiorre的黑幫在深夜到哈佛旅館酒吧後被殺的事件。Melchiorre的兄弟Silvio被認為是這次失敗襲擊的幕後推手。8天後，耶魯的手下在Silvio Melchiorre的小意大利咖啡館前面把Silvio槍殺。
耶魯的另一次被襲事件發生在1923年7月9日。耶魯的汽車司機Frank Forte帶著耶魯一家人去參加附近教堂的洗禮儀式。當時耶魯決定步行回第14大道的家時，Forte開車送Maria Yale和她的兩個女兒回去。當她們下車時，一輛車載著四名黑幫駛過，誤以為Frank Forte是老大，並向他開槍。

## 狄恩·歐班寧謀殺案
1924年11月，耶魯再次被要求來到芝加哥協助卡彭和托里奧，因為他們需要殺掉另一個敵人。據報道，在1924年11月10日，耶魯、約翰·斯卡萊斯和Albert Anselmi進入Schofield花店，殺死了北邊幫的頭目狄恩·歐班寧。8天後，芝加哥警方在芝加哥的聯合車站逮捕了正要啟程去紐約的耶魯和Sam Pollaccia。耶魯說，他來城鎮是要參加西西里利亞聯盟主席邁克·梅洛的葬禮，並留下來探望老朋友。耶魯還稱，歐班寧被殺時，他正在吃午飯。警方無法動搖他的不在場證明，只好被迫釋放他。

## 阿多尼斯俱樂部事件
1925年12月26日凌晨，白手幫的老大理查德·洛內甘和他的幾個手下在布魯克林的阿多尼斯俱樂部（Adonis Club）被耶魯的少數手下和來訪的艾爾·卡彭襲擊（卡彭的兒子桑尼〔Sonny〕剛剛在紐約做了乳頭炎手術）。在一般的故事中，「黑手」與「白手」之間長久兼可怕的戰爭都以戲劇性的方式進入高潮，落魄的洛內甘率領他的手下進入俱樂部攻擊耶魯的同伴，而當時他們聚集在一起參加他們的年度聖誕派對。相反，耶魯要艾爾·卡彭和他的手下設置埋伏，並且對洛內甘、Aaron Harms、James "Ragtime" Howard、Paddy Maloney、Cornelius "Needles" Ferry和James Hart開火，洛內甘、Ferry和Harms都被殺死，Hart則受了重傷。
原本的警方報告和目擊者證詞的審查並不支持這種說法。根據作者Patrick Downey所說，阿多尼斯俱樂部的槍擊事件很可能是Needles Ferry與卡彭及其同伴在酒醉後發生爭執的一時沖動反應。

## 沒落和逝世
到1920年代中期，耶魯被譽為布魯克林最強大的黑幫之一。除了他的大量詐騙勾當外，耶魯還涉足勞工敲詐和碼頭勒索。然而，在1927年春天，耶魯與卡彭之間的長期友誼開始出現裂痕。耶魯作為加拿大威士忌的主要進口商，為卡彭提供了大量的威士忌。耶魯會監督這些酒的上岸，並確保運往芝加哥的貨車安全地通過紐約。不久，許多貨車在離開布魯克林之前就開始被劫持。卡彭懷疑有人出賣，他讓老朋友James "Filesy" DeAmato去盯著他的貨車。DeAmato報告說，耶魯確實在劫持他的酒。不久之後，卡彭的間諜意識到自己的身份暴露了，於是在1927年7月1日晚上試圖槍殺耶魯，但沒有成功。六天後的晚上，DeAmato在布魯克林的一個街角被槍殺了。
為了盡最後努力修補與多年好友的關系，卡彭邀請耶魯到芝加哥觀看1927年9月22日在軍人球場舉行的登普西與坦尼重量級冠軍拳擊賽。雖然他們觀看時夠文明，但耶魯回到紐約後，兩人的友誼開始迅速惡化。由於被敵對黑幫喬·愛羅的幫派戰爭、短暫的芝加哥流亡以及1928年共和黨初選所干擾而弄得發狂，卡彭不得不等到1928年春天才計劃報復。
1928年7月1日，星期日下午，耶魯正在位於第14大道和第65街的日出俱樂部（Sunrise Club）裡，接到一個神秘的來電。來電者說耶魯的新婚妻子Lucy出事了，她正在家裡照顧他們一歲的女兒。耶魯拒絕了Joseph Piraino開車送他的提議，他衝去自己那輛嶄新的咖啡色Lincoln雙門車，沿著New Utrecht大道行駛，一輛載有4名武裝人員的別克車停在他身邊。雖然耶魯的新Lincoln車是時尚的裝甲車，但車商卻忽略了車窗的防彈功能。耶魯意識到自己的危險，當交通燈改變時，他就開車離開了。在追到New Utrecht後，耶魯向西拐上第44街，別克車緊隨其後。耶魯的車很快被別克車追上，車內的人員近距離開槍。一把散彈槍擊中了布魯克林黑幫老大的頭部左側，而一顆衝鋒槍子彈則切穿了他的大腦。無論哪種傷勢都會令耶魯當場死亡。正在失控的Lincoln車向右轉，跳過路邊，並撞上了923號一棟赤褐色建築的門檻。這是紐約市第一次在黑社會殺人事件中使用衝鋒槍。1928年8月2日，據報道，兩名男子因謀殺耶魯而被通緝。

## 餘波
這輛被遺棄的別克車後來在離謀殺現場幾個街區的地方被發現。警方在車內發現了一把點38口徑左輪手槍、一把點45口徑自動手槍、一把鋸短的泵式散彈槍和一把湯普森衝鋒槍。手槍最終被追蹤到邁亞密，汽車本身被追蹤到田納西州的諾克斯維爾，而衝鋒槍則被追蹤到芝加哥一個名叫Peter von Frantzius的體育用品商人。警方注意到，在案發時，耶魯戴著一枚四克拉的鑽戒，以及一個刻有他名字縮寫的皮帶扣。扣上的字母一共有75塊鑽石片。據說，卡彭會把這種皮帶扣送給他敬佩的人。
警方反復詢問卡彭有關耶魯謀殺案的情況，但都一無所獲。耶魯謀殺案代表著湯普森衝鋒槍第一次被用於紐約的黑社會戰爭。殺害耶魯的兇手理論上被認為是卡彭的幫派槍手托尼·阿卡多、佛瑞德·「殺手」·柏克、蓋斯·溫克勒、喬治·「散彈槍」·齊格勒和路易斯·「小紐約」·坎帕尼亞。據信，這些殺手大多參與過七個月後的情人節大屠殺。屠殺中使用的其中一把衝鋒槍後來在彈道上與耶魯的謀殺案有關聯。
耶魯接受了美國歷史上最令人印象深刻的黑社會葬禮之一，幾千名的布魯克林人在街上排隊觀看送葬隊伍。他下葬時身穿晚禮服，手持灰色絨面手套和金色念珠。38輛汽車需要承載所有的鮮花擺設，而250輛佳特力（Cadillac）豪華轎車則運送著送葬者。耶魯價值15,000美元的銀色棺材停在一輛有平臺的敞篷靈車上。在聖十字公墓，有兩位不同的女人聲稱自己是耶魯的妻子，此時出現了額外的戲劇性場面。當棺材被放下時，112名送葬者同時將玫瑰花拋入墓穴。耶魯的葬禮為美國的黑幫樹立了一個奢華的標准，多年來很少有人能與之相比。

## 遺產
雖然耶魯在犯罪史上有點被忽視，但他卻是1920年代紐約的主要黑幫之一。在耶魯被殺後的初期結果，他家族的領導權被安東尼·卡法諾接管。四個月後，喬·馬塞里亞策劃了謀殺黑幫薩爾瓦托雷·達奎拉。1928年12月，在克里夫蘭的Statler酒店召開的會議很可能是要阻止潛在的紐約幫派戰爭。耶魯的大約一半手下和地盤都被達奎拉犯罪家族合併了，而該犯罪家族現在由艾爾·米尼奧領導，其餘的人仍留在卡法諾的指揮下。耶魯被殺害變成了一連串事件中的第一宗，促進了馬塞里亞試圖將所有的紐約黑手黨家族整合到他的控制之下，最終導致了卡斯泰拉姆馬雷戰爭。

## 流行文化
- 1975年電影《卡彭》中由尊·加沙域飾演耶魯。
- 電視劇《The Lawless Years（英语：The Lawless Years）》中由Robert Ellenstein（英语：Robert Ellenstein）飾演耶魯，而最早的電視劇《鐵面無私（英语：The Untouchables (1959 TV series)）》中由艾爾·羅斯西奧（英语：Al Ruscio）飾演。
- 亞瑟·米勒的劇作《A View from the Bridge（英语：A View from the Bridge）》中有提及耶魯。
- HBO電視劇《酒私風雲》中由Joseph Riccobene飾演耶魯。

## 深入閱讀
- Downey, Patrick. Gangster City: The History of the New York Underworld 1900-1935. Barricade Books, 2004. ISBN 1-56980-267-X

## 外部連結
- the American "Mafia" Who Was Who ? - Frankie Uale
- Frankie Yale （页面存档备份，存于） at Encyclopædia Britannica
- Prohibition - The "Noble Experiment": Other Crime Figures （页面存档备份，存于）
- 在Find a Grave上的法蘭基·耶魯
- Frankie Yale （页面存档备份，存于）